# 中島探偵団
『中島探偵団』（なかじまたんていだん）は、2014年4月6日からKBCラジオで放送されている番組である。放送時間は毎週月曜 18:05頃 - 18:30頃（日本標準時・夕方じゃんじゃん内に内包）。

## 概要
これまで、KBCラジオで放送されてきたニッポン放送制作の『清水ミチコのミッチャン・インポッシブル』の放送枠、さらに、文化放送制作の『続・みんなの寅さん』の放送枠をそれぞれ統合して、KBCラジオ制作の番組として放送開始。
この番組では、『自由な発想の、自由な人間による、自由を愛する人のため』という番組スローガンを基に、毎回1つのテーマに絞って放送するもの。

## パーソナリティ
- 中島浩二

## 放送時間
- 毎週月曜日 18:05頃 - 18:30頃（夕方じゃんじゃん内）

### 過去
- 日曜 11:00 - 11:55（開始 - 2015年9月）
- 日曜 18:30 - 19:00（2015年10月 - 2017年3月）